# Psamatodes confinaria
Psamatodes confinaria är en fjärilsart som beskrevs av Walker 1862. Psamatodes confinaria ingår i släktet Psamatodes och familjen mätare. Inga underarter finns listade i Catalogue of Life.